# Symptoms + Cures
Symptoms + Cures è il quarto album in studio del gruppo musicale statunitense Comeback Kid, pubblicato nel 2010 dalla Victory Records.

## Tracce
1. Do Yourself a Favor – 2:29
2. Crooked Floors – 3:12
3. G.M. Vincent & I – 3:33
4. Because of All – 3:37
5. The Concept Stays (feat. Nuno Pereira) – 3:06
6. Balance (feat. Liam Cormier) – 4:02
7. Symptoms + Cures – 3:55
8. Manifest – 3:57
9. Get Alone – 4:15
10. Magnet Pull – 2:48
11. Pull Back the Reins (feat. Sam Carter) – 5:03

## Formazione
Gruppo
- Andrew Neufeld - voce
- Jeremy Hiebert - chitarra
- Casey Hiebert - chitarra
- Matthew Keil - basso
- Kyle Profeta - batteria

Ospiti
- Nuno Pereira - voce in The Concept Stays
- Liam Cormier - voce in Balance
- Sam Carter - voce in Pull Back the Reins